# Mouterij Claus Frères
Mouterij Claus Frères was een mouterij in Sinaai, uitgebaat door de brouwersfamilie Claus. De mouterij nam aan het einde van de 19e eeuw deel aan verschillende wereldtentoonstellingen en won daar meerdere prijzen.
De oorspronkelijke industriële gebouwen van de mouterij zijn afgebroken in de twee helft van de 20e eeuw. Enkel het herenhuis, in ca. 1906 ontworpen door August Waterschoot voor brouwer Edmond Claus - Eeman is bewaard gebleven.
De familie Claus behoorde tot de vooraanstaande dorpsbewoners, zo huwde Sidonia Claus (1862-1936), dochter van de brouwers, met jhr. Florent de Waepenaert (1857-1935), burgemeester van Sint-Pauwels, zij hadden in Sint-Pauwels hun eigen brouwerij. 

## Prijzen
- 1885: Exposition Universelle d'Anvers - 2 zilveren medailles
- 1888: Expo te Brussel: 1 zilveren medaille